# Краснолуцький аероклуб
Краснолуцький аероклуб — навчальний заклад для підготовки льотчиків (1934—1939).

## Історія
Влітку 1934 року в Красний Луч прибули з Полтавського училища ОСОАВІАХІМа льотчики-інструктори А. І. Єгоров, Б. Шавровський, Ф. Мандра. Начальником аероклубу був призначений Божко Л. Г. Незабаром був оголошений набір курсантів на курси з підготовки льотчиків, причому без відриву від виробництва. Зарахування здійснювалося за напрямками підприємств, причому абітурієнти проходили медичну та мандатну комісії.
У 1934 році клуб отримав два літака У-2. Льотне поле розташовувалося в селищі Мирний. Перша група курсантів приступила до польотів в червні 1935 року.
З 1936 по 1939 роки аероклуб підготував понад 500 льотчиків, механіків, парашутистів.

## Герої Радянського Союзу— випускники аероклубу
- Погорєлов Василь Порфирович
- Васильченко Олексій Андрійович
- Дубенко Олександр Васильович
- Ружин Володимир Михайлович